# H. A. Rey

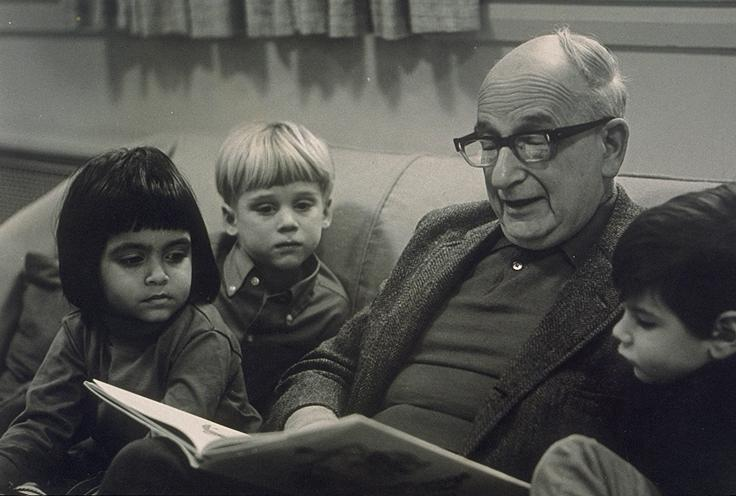
H. A. Rey (1970)

Hans August Reyersbach, auch Hans Augusto Reyersbach (* 16. September 1898 in Hamburg; † 26. August 1977 in Boston), war ein deutsch-amerikanischer Kinderbuchautor und -illustrator, der zusammen mit seiner Frau Margret Rey die Kinderbuchserie des Curious George (deutsch: Coco – Der neugierige Affe) erschuf und von 1939 bis 1966 publizierte. Das Ehepaar gehört zu den erfolgreichsten und bekanntesten amerikanischen Kinderbuchautoren.

## Leben
Hans August Reyersbach war der Sohn des Kaufmanns Alexander Reyersbach und dessen Gattin Marta, geborene Windmüller. Er besuchte von 1907 bis zum August 1916 das Wilhelm-Gymnasium und wollte danach eigentlich bildende Künste studieren. Nach einem zweijährigen Militärdienst in Frankreich und Russland studierte er stattdessen Philosophie, Naturwissenschaften und Sprachen an der Universität München und der Universität Hamburg. Ohne künstlerische Ausbildung gestaltete er 1921 als Lithograph und Plakatkünstler für die Litografieanstalt Adolph Friedländers Plakate für den Circus Busch. Abdrucke hiervon erschienen in einem Sonderheft der Zeitschrift Das Plakat, das Hamburg thematisierte. Der Verlag von Kurt Enoch gab 1923 Lithographien zu Christian Morgensterns „Grotesken“ in nummerierter, signierter und limitierter Auflage heraus. Das Buch umfasste zwölf Zeichnungen Reyerbachs, die teilweise surreale Züge aufwiesen.
Aufgrund der schwierigen wirtschaftlichen Umstände emigrierte Reyersbach 1924 nach Brasilien, wo ihn ein Verwandter in seiner Im- und Exportfirma als Buchhalter beschäftigte. Ab 1930 nannte er sich Hans A(ugusto) Rey. 1935 bekam er Besuch von Margret Waldstein aus Hamburg, die er im gleichen Jahr heiratete. Sie gründeten zusammen eine Werbeagentur. 1936 unternahmen sie eine Reise nach England und Frankreich, wo sie sich niederließen und bis 1940 lebten. 1937 und 1938 erschienen Reys erste Bücher im Verlag Chatto & Windus.
Kurz bevor deutsche Truppen die französische Hauptstadt erreichten, floh das Ehepaar Rey auf Fahrrädern und verließ Europa über Spanien und Portugal weiter über Brasilien in die USA. Im Oktober 1940 kamen sie in New York an. Während der Flucht hatte Rey ein Manuskript des Curios George aufbewahren können, das ab 1941 jahrelang in millionenfacher Auflage erschien und verfilmt wurde.